# Lijst van parken en tuinen in het Brussels Hoofdstedelijk Gewest

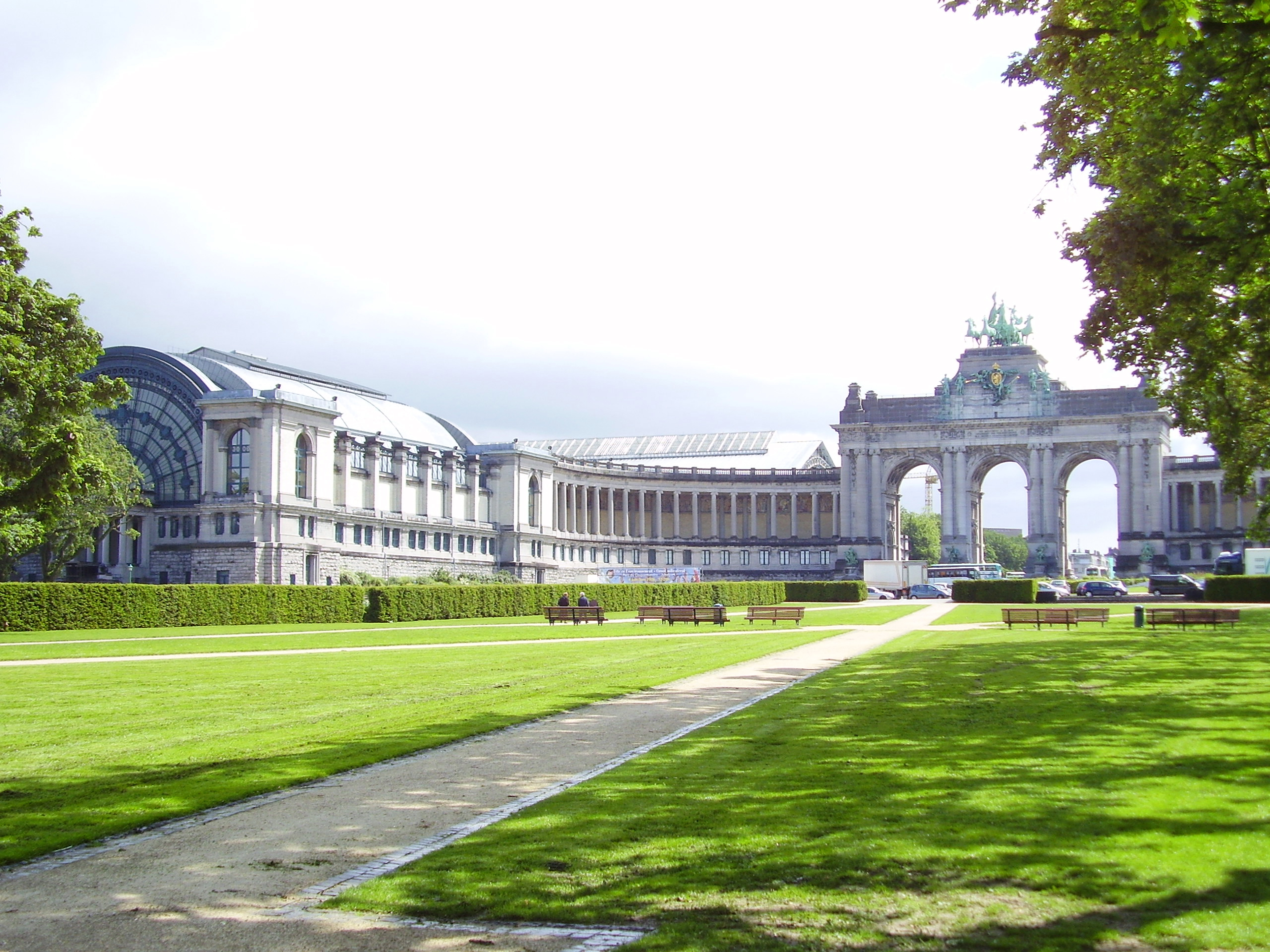
Jubelpark

Dit is een lijst van parken en tuinen in het Brussels Hoofdstedelijk Gewest opgedeeld per gemeente.
Een park of tuin die op het grondgebied van meerdere gemeenten ligt staat opgelijst bij elke gemeente.
Een deel van de parken en tuinen zijn beschermde landschappen.

## Anderlecht[2]
- Astridpark te Anderlecht
- Begraafplaatspark in de wijk Vogelenzang
- Biestenbroeckpark
- Bospark in de wijk Scheut
- Busselenbergpark in de wijk Veeweyde
- Centraalpark  in de wijk Aumale
- Crickxpark in de wijk Kuregem
- Dauwpark
- Vijverspark
- J. Lemairepark
- Jean Vivespark
- Liverpoolplein
- Pedepark in de wijk Neerpede
- Rauterpark in de wijk Biestebroek
- Scherdemaalpark in de wijk Scherdemaal
- Scheutveldpark in de wijk Scheutveld
- Tuin van het Erasmushuis
- Gemeentestadionpark in de wijk Veeweyde
- Peterbospark in de wijk Peterbos
- Verzetsplein

## Brussel (stad)[3]
- Doltoplein
- Egmontpark
- Hallepoortpark
- Hooikaai
- Kleine Zavel
- Kunstberg
- Marguerite Durassquare (Steenkoolkaai)
- Marie Popelinpark (vroeger Brigittinenpark)
- Maximiliaanpark en zijn pedagogische boerderij
- Park voor de Kathedraal van Sint-Michiel en Sint-Goedele
- Simone de Beauvoirpark (vroeger Fontainaspark)
- Tuin van de Kunstberg
- Tuin van het Rijksadministratief Centrum
- Warandepark

### Oostelijke uitbreiding
- De Meeûssquare
- Frère-Orbansquare
- Jubelpark
- Leopoldpark
- Maalbeekdaltuin
- Marie-Louise, Ambiorix, Palmerston en Margueritesquares

### Zuidelijke uitbreiding
- Koningstuin
- Ter Kamerenbos
- tuinen van de Abdij Ter Kameren

### Haren
- Anne Frankbos
- Beemgracht
- Begraafplaats van Haren
- Harenpark
- Doorgang Ter Elst
- Kortenbachpark
- 't Ogenblikpark

### Laken
- Square van de 21ste juli
- Begraafplaats van Laken
- Koloniale Tuin
- Koninklijke serres
- Pannenhuispark
- Park van Laken
- Prins Leopoldsquare
- Ossegempark
- Sobieskipark
- Thurn en Taxispark
- Tuin van de Japanse Toren
- Tuin van het Chinees Paviljoen
- Tuinen van de Bloemist

### Neder-Over-Heembeek
- Begijnbosdal
- Begraafplaats van Neder-Over-Heembeek
- Craetbos
- Jan Palfijnsquare
- Korte Groenweg
- Mariëndaal
- Meudonpark
- Modelwijk
- Solarium
- Verregatpark
- Versailleslaan

## Elsene
- Abt Froidurepark
- Audrey Hepburntuin
- Faiderpark
- Jadotpark
- Malibrantuin
- park aan de hoek van de Italiëlaan en de Ter Kamerenboslaan
- Roddelbos
- Solvaypark
- Tenboschpark
- Viaductpark
- Vijvers van Elsene

## Etterbeek[4]
- Arsenaalpark
- De Merodeplein
- Tuinen van Fontenay
- Jean-Félix Happark
- Gérardpark
- ING-park
- Keith Haringpark
- Koning Overwinnaarplein
- Leopoldstadplein
- Mouchoirpark
- Olympe de Gougespark
- Park van de cité Jouët-Rey
- Paradis-des-Enfantspark
- Rolinpleintje
- Van Meyelplein

## Evere
- Goede Herderpark
- Doolegtpark
- Moeraske

## Ganshoren
- Het Park van het moeras van Ganshoren

## Jette
- Dielegembos
- Garcetpark
- Huybrechtspark
- Jeugdpark
- Laarbeekbos
- Koning Boudewijnpark
- Titecapark

## Koekelberg
- Elisabethpark

## Oudergem
- Bergojepark
- Botanische tuin Jean Massart
- Luxorpark
- Natuurreservaat Rood-Klooster
- Senypark
- domein van Hertoginnedal

## Schaarbeek[5]
- Albert I park
- Gaucheretpark
- Park op de Huart Hamoirlaan
- Josaphatpark
- Koningin-Groenpark
- Lacroixpark
- Rasquinetpark
- Wahispark
- Walckierspark
- Zennepark

## Sint-Agatha-Berchem
- De Mulderpark
- Jean Monnetpark
- Prisoulpark
- Sikkelparkje
- Wilderbos
- Zavelenberg

## Sint-Gillis
- Park van Vorst
- Fontainastuin
- Hélène De Ruddertuin
- Munthoftuin
- Pierre Pauluspark

## Sint-Jans-Molenbeek
- Albertpark
- Bonneviepark
- Fuchsiaspark
- Gieterijpark
- Karreveldpark
- Kasteelpark
- L28-park
- Marie-Josépark
- Muzenpark
- Scheutbos
- Vandenheuvelpark
- Park van het Zinneke

## Sint-Joost-ten-Noode
- Kruidtuin
- Félix Delhayesquare
- Henri Fricksquare
- Armand Steurssquare

## Sint-Lambrechts-Woluwe[6]
- 8 mei 1945 square
- Aristide Briandpark
- Bronnenpark
- Calabriëplein
- Georges Henripark
- Grootveldplein
- Hof ter Musschen
- Joséphine-Charlottesquare
- Maloupark
- Marie-Joséplein
- Medicinale plantentuin Paul Moens
- Neerveldpark
- René Pechèrepark
- Roodebeekpark
- Sint-Hendrikvoorplein
- Sint-Lambertuspark
- Slotpark
- Tiendenschuurpark
- Tombergplein
- Tuin van Lenneke Mare
- Verheyleweghenplein

## Sint-Pieters-Woluwe[7]
- Croussepark
- Mellaertsvijvers
- Monsantopark
- Parmentierpark
- Bronnenpark
- Woluwepark

## Ukkel[8]
- Brugmannpark
- Cherridreuxpark
- Vronerodepark
- Kattuin
- Kauwberg
- Kinsendael-Kriekenputreservaat
- Montjoiepark
- Raspailpark
- Sauvagèrepark

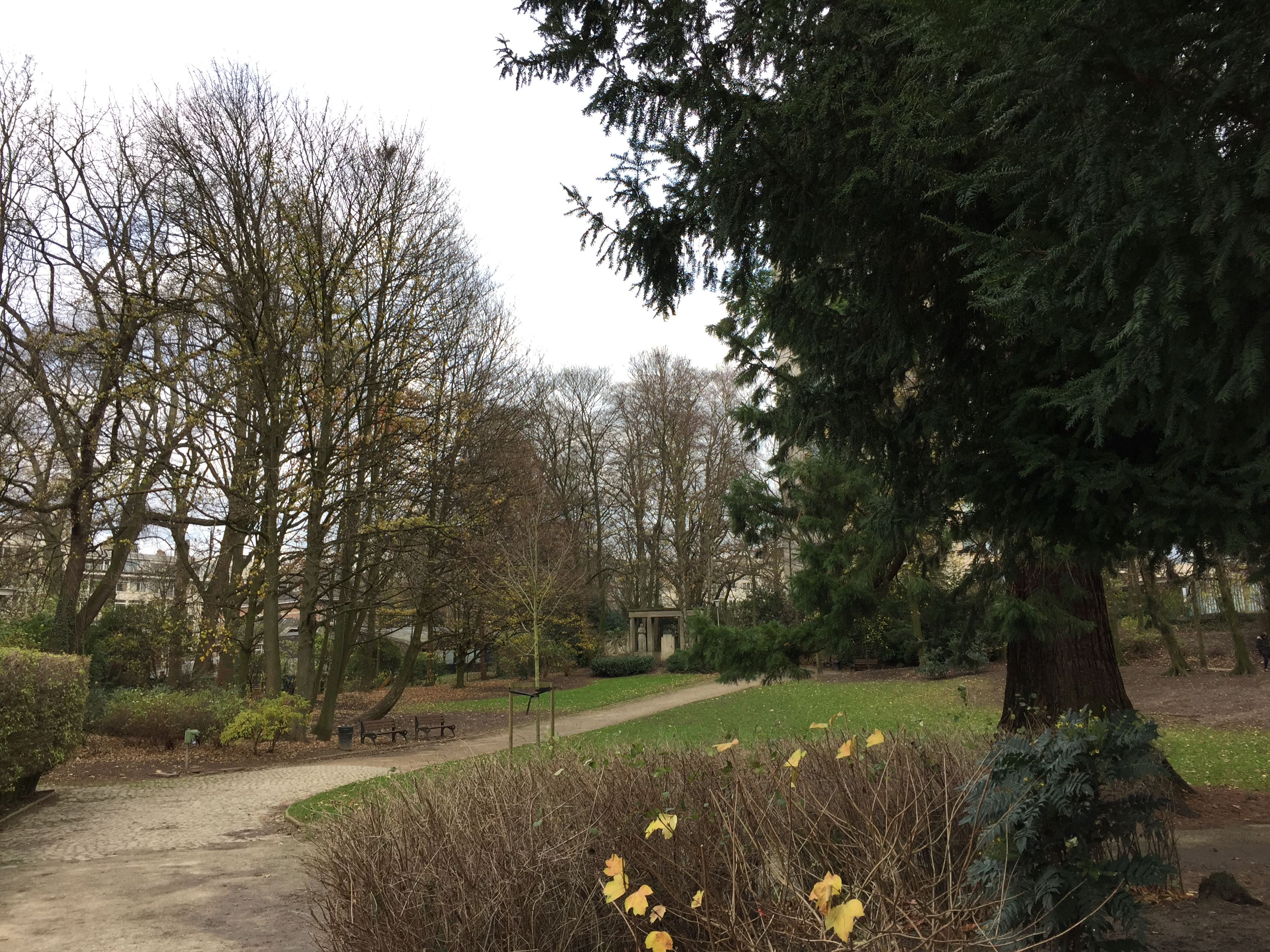
Het Montjoiepark met op de achtergrond de Winston Churchilllaan

- Tuin van het Koninklijk Observatorium van België
- Van Buurentuin
- Verrewinkelbos
- Wolvendaelpark (Wolvendaalpark)
- Zandbeektuin

## Vorst[9]
- Park van de Abdij
- Bemptpark[10] met miniatuurspoorweg Le Petit Train à Vapeur de Forest.[11]
- Jacques Brelpark
- Dudenpark
- Park van Vorst
- Abt Froidurepark
- Jupiterpark
- Park van de Drie Fonteinen
- Marconipark

## Watermaal-Bosvoorde
- Jagersveldpark
- Leybeekpark
- Reigersbospark
- Tenreukenpark
- Tournay-Solvaypark